# معركة شينوهارا
معركة شينوهارا (باليابانية: 篠原の戦い، بالروماجي: Shinohara no tatakai) إحدى معارك حرب غينبيه بين قبيلة ميناموتو وقبيلة تايرا، حدثت عام 1183 في محافظة إيشيكاوا بعد معركة كوريكارا مباشرةً.

## المعركة
بعد الهزيمة الكبيرة التي لحقت بقوات تايرا في معركة كوريكارا على يد قوات ميناموتو بقيادة يوشيناكا، قامت قوات ميناموتو بمطاردة الناجين المنسحبين من قوات تايرا بقيادة مونيموري حتى منطقة شينوهارا في مدينة كاغا ضمن محافظة إيشيكاوا حيث دارت المعركة التي بدأت بتبادل إطلاق السهام بين الطرفين ثم العديد من المبارزات الفردية بين الساموراي حتى إنتصرت قوات ميناموتو، لكن خسر يوشيناكا أحد من أفراد حاشيته البارزين «سايتو سانيموري» الذي قتل في المعركة.